# Between My Head and the Sky
 Between My Head and the Sky ist das elfte Solo-Studioalbum von Yoko Ono. Gleichzeitig ist es einschließlich der drei Avantgarde-Alben sowie  Some Time in New York City, Double Fantasy, Milk and Honey und zweier Interviewalben mit ihrem Ehemann John Lennon, zweier Kompilationsalben und des Live-Albums der Plastic Ono Band das insgesamt vierundzwanzigste Album Yoko Onos. Es wurde am 21. September 2009 in den USA und am 25. September 2009 Großbritannien veröffentlicht.
Als Interpreten wurden auf dem Cover Yoko Ono / Plastic Ono Band angegeben.

## Entstehungsgeschichte

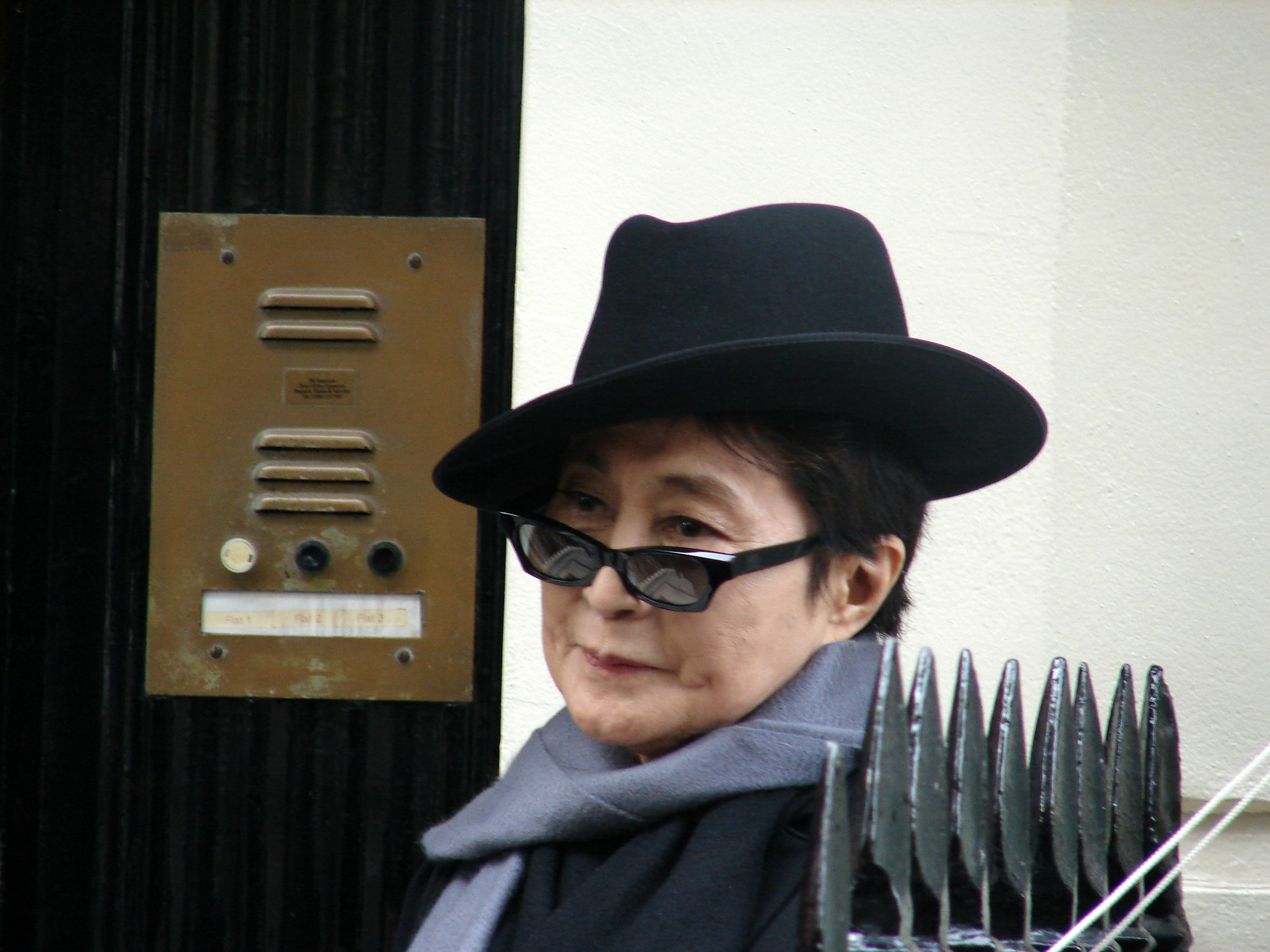
Yoko Ono, Oktober 2010

Im November 1973 veröffentlichte Yoko Ono mit Feeling the Space ihr letztes Album, bei dem als Begleitband der Name Plastic Ono Band aufgeführt wird. Dieser Bandname sollte 36 Jahre später bei ihrem neuen Album wieder etabliert werden. Von den originären Bandmitgliedern oder Studiomusikern der 1970er Jahre war außer Yoko Ono keiner bei der Neugründung mehr dabei. Allerdings trat die Plastic Ono Band am 16. Februar 2010 in der Besetzung  mit Eric Clapton, Klaus Voormann und Jim Keltner in der Brooklyn Academy of Music in New York City auf. Die beiden erst aufgeführten Musiker spielten schon beim Livealbum Live Peace in Toronto 1969 mit, während Jim Keltner bei mehreren Studioaufnahmen der 1970er von Yoko Ono und John Lennon als Schlagzeuger mitwirkte.
Die musikalische Ausrichtung des Albums erinnert an die drei ersten Alben von Yoko Ono: Yoko Ono/Plastic Ono Band, Fly und Approximately Infinite Universe, wobei das Album Between My Head and the Sky sowohl experimentelle als auch Popmusik umfasst, die Instrumentierung ist wie bei den beiden vorangegangenen Studioalben Blueprint for a Sunrise (2001) und Rising (1995) schlicht gehalten.  Sean Lennon, der Sohn von Yoko Ono, übernahm erneut eine führende Rolle bei der Erstellung des Albums. Die Aufnahmedaten des Albums sind nicht dokumentiert.
Die Lieder Hashire, Hashire, Unun. To und Higa Noboru wurden in japanischer Sprache eingesungen. Der CD liegt ein 36-seitiges Begleitheft bei, das neben Illustrationen von Yoko Ono auch die Texte der Lieder in englischer Sprache und in japanischer Übersetzung beinhaltet. Das Album wurde auf dem Label Chimera Music veröffentlicht, das von Sean Lennon und Charlotte Kemp Muhl gegründet wurde. Das Album Between My Head and the Sky erschien auch als Doppel-Vinyl-Langspielplatte. Das nächste Studioalbum, das mit der Plastic Ono Band aufgenommen wurde, war Take Me to the Land of Hell und erschien im Jahr 2013.

## Cover
Die Covergestaltung erfolgte von Sean Lennon und Charlotte Kemp Muhl. Die Coverfotos stammen von Greg Kadel. 
Die Langspielplatte hat ein vollständig eigenständig gestaltetes Cover. Die CD hat ein aufklappbares Pappcover, ihr liegt ein 36-seitiges bebildertes Begleitheft bei, das die Liedtexte und Information zum Album enthält.

## Titelliste
Alle Titel des Albums wurden von Yoko Ono komponiert.
1. Waiting for the D Train – 2:46
2. The Sun Is Down! (Cornelius Mix) – 4:49
3. Ask the Elephant! – 2:57
4. Memory of Footsteps – 3:30
5. Moving Mountains – 3:00
6. Calling – 4:19
7. Healing – 4:25
8. Hashire, Hashire – 3:35
9. Between My Head and the Sky – 5:33
10. Feel the Sand – 6:02
11. Watching the Rain – 5:30
12. Unun. To – 3:16
13. I’m Going Away Smiling – 2:53
14. Higa Noboru – 5:44
15. I’m Alive – 0:22

## Single-Auskopplungen

### Don’t Stop Me!
Im Vorwege zum Album erschien am 9. Juni 2009 eine EP mit folgenden Liedern bei iTunes:
1. The Sun Is Down! (Cornelius Mix) – 4:51
2. Ask the Elephant! – 3:03
3. Feel the Sand – 6:02
4. Calling (Alternate Version) – 8:16

## Chartplatzierungen
Das Album verfehlte den Einstieg in die offiziellen Hitparaden.